# Livermore (Kentucky)
Livermore – miasto w Stanach Zjednoczonych, w stanie Kentucky, w hrabstwie McLean.